# Alacté Buenavista Uno
Alacté Buenavista Uno är en ort i Mexiko.   Den ligger i kommunen Ocosingo och delstaten Chiapas, i den sydöstra delen av landet, 800 km öster om huvudstaden Mexico City. Alacté Buenavista Uno ligger 1 348 meter över havet och antalet invånare är 120.
Terrängen runt Alacté Buenavista Uno är kuperad åt sydost, men åt nordväst är den bergig. Runt Alacté Buenavista Uno är det glesbefolkat, med 16 invånare per kvadratkilometer. Närmaste större samhälle är Ocosingo, 3,9 km nordost om Alacté Buenavista Uno. Omgivningarna runt Alacté Buenavista Uno är en mosaik av jordbruksmark och naturlig växtlighet.